# Gillern

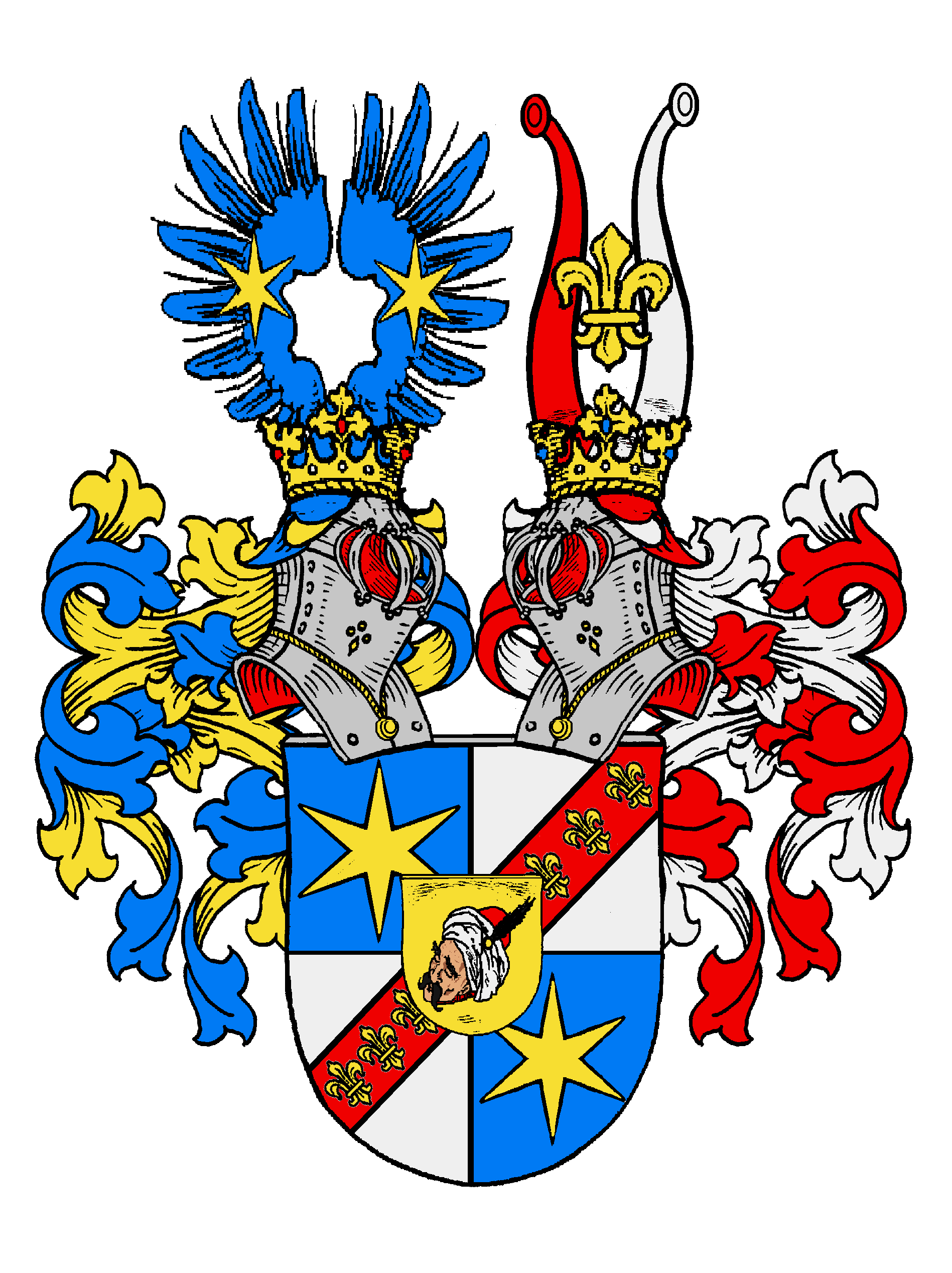
Freiherrliches Wappen

Die Familie der Freiherren und Herren von Gillern ist ein ursprünglich aus Vorderösterreich stammendes, böhmisch-schlesisches Adelsgeschlecht.
Im Jahre 1568 erhielt Mathäus Giller den böhmischen Adelsstand mit dem Prädikat von Lilienfeld. Später erfolgten als von Gillern noch weitere Standeserhebungen: 1654 der Reichsadelstand, 1707 der ungarische Freiherrn- und Magnatenstand, 1732 der böhmische und 1766 der österreichisch-erbländische Freiherrenstand. 1744 erfolgte die preußische Anerkennung des Freiherrenstandes durch königliches Handschreiben Friedrichs II., 1855 wiederholt durch das Preußische Heroldsamt. Die Familie wird zum Uradel Schlesiens gezählt.

## Wappen
Das Wappen ist geviert. Die Felder 1 und 4 zeigen einen goldenen Stern auf blauem Grund, die Felder 2 und 3 einen silbernen Schräglinksbalken belegt mit 3 goldenen Lilien auf rotem Grund. Helmkleinod: Offener Flug, rechts blau mit goldenem Stern, links rot mit goldener Lilie. Die Helmdecken sind in Blau-gold und Rot-silber. Es gibt je nach Familienzweig Varianten in der Tingierung.
Das freiherrliche Wappen besitzt einen goldenen Herzschild, darin ein abgeschlagener Türkenkopf. Der Türkenkopf erinnert an die Teilnahme an den Türkenkriegen.

## Bekannte Familienmitglieder
- Peter Giller (um 1280–1346), Bürger und Ratsherr von Laufenburg, Gefolgsmann von Johann von Habsburg-Laufenburg im Streit mit der Stadt Zürich
- Johannes „Hans“ Giller (um 1485–1540), Ratsherr und Hauptmann von Waldshut, Förderer der Reformation unter Balthasar Hubmaier, 1525 Führer eines Teils des Bauernhaufens im Südschwarzwald (Verbündeter Ulrich von Württembergs), nach der Niederlage der "Christlichen Vereinigung" Flucht nach Mähren (1526), dort Anhänger der Mährischen Täuferbewegung
- Martin Giller (um 1520–1569), herzoglich württembergischer Hofrat, als solcher bei den Religionsgesprächen von Maulbronn beteiligt (1564)
- Lukas Giller von Lilienfeld (1578–1632), Doktor der Philosophie und Medizin (Basel), calvinistischer Prediger, Stadtarzt von Greiffenberg, später Leibarzt des Landeshauptmanns von Mähren Karl von Žerotín, verstarb als Exulant in Regensburg
- Mathias Giller(n) (von Lilienfeld)[3] (1591–1655), Doktor der Philosophie und Medizin (Padua), Brieffreund Jakob Böhmes, Fürstenrichter der Stadt Troppau (bis 1629), 1627 und 1629 verhandelt er als Vertreter der Stadt persönlich mit Wallenstein, ab 1636 – nach seinem Übertritt zum katholischen Glauben – im Dienst des späteren schlesischen Oberlandeshauptmannes Karl Eusebius von Liechtenstein
- Barbara Kunsch von Breitenwald geb. Giller von Lilienfeld (1597–1645), Mutter des brandenburgischen Hofpredigers und Prinzenerziehers Johann Kunsch von Breitenwald
- Christoph Heinrich von Giller(n) (1646–1717), fürstbischöflicher Hauptmann und Protagonist der Gegenreformation im Fürstentum Wohlau, (ab 1706) Landesältester des Steinauer Kreises
- Friedrich Wilhelm von Giller(n) (1651–1728), Kammerrat und Burghauptmann des Herzogs von Württemberg-Oels, später kaiserlicher Rat und Ober-Buchhalter der Fürstentümer Liegnitz, Brieg und Wohlau
- Franz Leopold von Giller(n) (1656–1723), kaiserlicher Postmeister und beständiger Bürgermeister von Hof in Mähren (1693–1720), zugleich Amtmann der liechtensteinischen „Karlsberger Herrschaft“
- Franz Niklas Freiherr von Gillern (1673–1727), ungarischer Magnat, kaiserlicher Offizier unter Prinz Eugen, Teilnehmer an der Schlacht bei Zenta, Oberster Präfekt der Wachen bei der Belagerung von Amberg (1703), durch seine Frau Eleonore von Cronberg Besitzer mehrerer Güter aus dem Cronbergschen Nachlass (ab 1715) u. a. zu Schwalbach, Soden, Sulzbach, Niederhöchstadt, Niederursel
- Karl Heinrich von Gillern (1686–1752), Erbherr auf Hammer (Krehlau), Hofrichter (ab 1713) und Landesältester (ab 1726) des Steinauer Kreises im Fürstentum Wohlau
- Karl Joseph Freiherr von Gillern (1691–1759), liechtensteinischer und kaiserlicher Hofrat, österreichischer Friedensunterhändler während des Ersten Schlesischen Krieges
- Ernst Heinrich von Gillern (1730–1792), preußischer Generalmajor und Ritter des Ordens Pour le Mérite
- Dominika Freiin von Gillern (1739–1810), letzte regierende Fürstäbtissin von Trebnitz
- Karl-Joseph von Gillern (1743–1793), preußischer Major und Träger des Ordens Pour le Mérite
- William de Gillern (1788–1857), Offizier der Schwarzen Schar und Pionier von Tasmanien
- Joseph Edward von Gillern (1794–1845), bedeutender Maler der Biedermeierzeit
- Hugo Freiherr von Gillern alias Hugo Krüger (1829–1871), Opernsänger an der Hofoper zu Berlin
- Arthur von Gillern (1855–1916), preußischer Generalleutnant und Rechtsritter des Johanniterordens[4]
- Arnulf von Gillern (1884–1944), Mitinhaber der Polte-Werke (seit 1918), während der NS-Zeit Wehrwirtschaftsführer
- Karel Gillern (bis 1918 Karl Giller von Gillern;[5] 1888–1953), österreichischer Jurist (Dr. iur.) und Oberleutnant der Kaiserjäger, ab 1919 tschechoslowakischer Beamter, zuletzt als Oberrat Bezirkshauptmann von Melnik (1939–1942) und Strakonitz (1942–1945)
- Karl Gillern (bis 1919 Karl Freiherr von Gillern;[6] 1895–1971), österreichischer Chemiker und Agrarwissenschaftler (Dr. agr.), führender Forscher der Landwirtschaftlichen Bundesversuchsanstalt Wien, zuletzt im Rang eines Hofrats, Malteserritter